# Schematismus
Als Schematismus werden philosophische Positionen bezeichnet, die dem Schema als abstrakter Form und der Handlung zu seiner Erzeugung eine grundlegende Rolle zuweisen. Dabei ist „Schema“ ein Begriff, dem seit jeher zahlreiche Bedeutungen zukommen: So sind im antiken griechischen Verständnis neben den üblichen lexikalischen Übersetzungen „Zeichen“ und „Vorzeichen“ auch geometrische Figuren, Tanzschritte, Argumentationsformen und Formen vorgetragener Rede Schemata. In der Spätantike hat das Schema vor allem in der Grammatik und Rhetorik eine Bedeutung. Die lateinische Entsprechung ist figura. Bei Kant wird der Schematismus zu einem Angelbegriff der Erkenntnistheorie, der Sinnlichkeit und Verstand miteinander verbindet und die gestaltende Handlung bezeichnet, die Schemata erzeugt.
Eine andere feststehende Bedeutung gewinnt der Begriff Schema im 20. Jahrhundert in der Kognitionspsychologie, dort beschreibt er Denkregelmäßigkeiten, die langfristig und unter Einbezug von Schemavariablen typische Situationen als Wissen repräsentieren (s. Schema (Psychologie)).

## Francis Bacon
Als philosophisches Programm tritt der Schematismus in der Neuzeit zunächst bei Francis Bacon auf. Hier ist er die Forderung, den „Schematismus der Dinge“ bzw. den „Meta-Schematismus“ der Natur zu erforschen, und ihn zum Verständnis und zur Manipulation materieller Gegenstände nutzbar zu machen. Bacon, der dabei an einen älteren Gebrauch des Begriffs Schema bei Demokrit zurückgreift, geht davon aus, dass Regelmäßigkeiten, „formae“, die der Mensch für Bestimmungen der Natur hält, im Wesentlichen seinem eigenen Vorstellungsvermögen entspringen und dabei die realen Qualitäten und Verhältnisse zwischen den Bestandteilen der Materie und damit den Grund für Veränderung in natürlichen wie technischen Prozessen verdecken. Die Absehung von den ‚formae‘ und die Untersuchung des Schematismus, der Bestehen und Veränderung der Dinge reguliert, ist damit ein wesentliches Ziel der Erkenntnis der Natur, da er erklärt, nach welchen Regeln Dinge oder Zustände erzeugt, aufrechterhalten und verändert werden können. Zur Ausführung dieses Schematismus der Natur schlägt Bacon binäre Unterscheidungen (etwa dicht/locker, schwer/leicht) vor.

## Immanuel Kant
Die Schemata der Einbildungskraft sind bei Immanuel Kant das verbindende Dritte zwischen den Anschauungen der Sinnlichkeit und den Begriffen des Verstandes (KrV B 177). Sie dienen der bestimmenden Urteilskraft (Subsumtion) ebenso wie der reflektierenden Urteilskraft. Diese Vermittlung hat transzendentalen Charakter, sie verbindet beide Stämme der Erkenntnis, Sinnlichkeit und Verstand vor jeder Erfahrung und jeder sinnlichen Anschauung miteinander (KrV B 29).

### Kritik der reinen Vernunft
| \| \| \| \| \| \| \| \| \| \| \| \| \| Vorrede \| \| \| \| \| \| \| \| \| \| \| \| \| \| \| \| \| \| \| \| \| \| \| \| \| \| \| \| \| \| \| \| \| \| \| \| \| \| \| \| \| \| \| \| \| \| \| \| \| \| \| \| \| \| Einleitung \| \| \| \| \| \| \| \| \| \| \| \| \| \| \| \| \| \| \| Transzendentale Elementarlehre \| Transzendentale Elementarlehre \| Transzendentale Elementarlehre \| Transzendentale Elementarlehre \| Transzendentale Elementarlehre \| Transzendentale Elementarlehre \| \| \| \| \| \| \| \| \| \| \| Transzendentale Methodenlehre \| Transzendentale Methodenlehre \| Transzendentale Methodenlehre \| Transzendentale Methodenlehre \| Transzendentale Methodenlehre \| Transzendentale Methodenlehre \| \| \| \| \| \| Transzendentale Elementarlehre \| Transzendentale Elementarlehre \| Transzendentale Elementarlehre \| Transzendentale Elementarlehre \| Transzendentale Elementarlehre \| Transzendentale Elementarlehre \| \| \| \| \| \| \| \| \| \| \| Transzendentale Methodenlehre \| Transzendentale Methodenlehre \| Transzendentale Methodenlehre \| Transzendentale Methodenlehre \| Transzendentale Methodenlehre \| Transzendentale Methodenlehre \| \| \| \| \| \| \| \| \| \| \| \| \| \| \| \| \| \| \| \| \| \| \| \| \| \| \| \| \| Transzendentale Ästhetik \| Transzendentale Ästhetik \| Transzendentale Ästhetik \| Transzendentale Ästhetik \| Transzendentale Ästhetik \| Transzendentale Ästhetik \| \| \| Transzendentale Logik \| Transzendentale Logik \| Transzendentale Logik \| Transzendentale Logik \| Transzendentale Logik \| Transzendentale Logik \| \| \| \| \| \| \| - Disziplin - Kanon - Architektonik - Geschichte \| - Disziplin - Kanon - Architektonik - Geschichte \| - Disziplin - Kanon - Architektonik - Geschichte \| - Disziplin - Kanon - Architektonik - Geschichte \| - Disziplin - Kanon - Architektonik - Geschichte \| - Disziplin - Kanon - Architektonik - Geschichte \| \| Transzendentale Ästhetik \| Transzendentale Ästhetik \| Transzendentale Ästhetik \| Transzendentale Ästhetik \| Transzendentale Ästhetik \| Transzendentale Ästhetik \| \| \| Transzendentale Logik \| Transzendentale Logik \| Transzendentale Logik \| Transzendentale Logik \| Transzendentale Logik \| Transzendentale Logik \| \| \| \| \| \| \| - Disziplin - Kanon - Architektonik - Geschichte \| - Disziplin - Kanon - Architektonik - Geschichte \| - Disziplin - Kanon - Architektonik - Geschichte \| - Disziplin - Kanon - Architektonik - Geschichte \| - Disziplin - Kanon - Architektonik - Geschichte \| - Disziplin - Kanon - Architektonik - Geschichte \| \| \| \| \| \| \| \| \| \| \| \| \| \| \| \| \| \| \| \| \| \| \| \| \| \| \| \| \| \| \| \| \| Transzendentale Analytik \| Transzendentale Analytik \| Transzendentale Analytik \| Transzendentale Analytik \| Transzendentale Analytik \| Transzendentale Analytik \| \| \| Transzendentale Dialektik \| Transzendentale Dialektik \| Transzendentale Dialektik \| Transzendentale Dialektik \| Transzendentale Dialektik \| Transzendentale Dialektik \| \| \| \| \| \| \| \| \| \| \| \| \| \| Transzendentale Analytik \| Transzendentale Analytik \| Transzendentale Analytik \| Transzendentale Analytik \| Transzendentale Analytik \| Transzendentale Analytik \| \| \| Transzendentale Dialektik \| Transzendentale Dialektik \| Transzendentale Dialektik \| Transzendentale Dialektik \| Transzendentale Dialektik \| Transzendentale Dialektik \| \| \| \| \| \| \| \| \| \| \| \| \| \| \| \| \| \| \| \| \| \| \| \| \| \| \| \| \| \| \| \| \| \| \| \| \| \| \| \| \| - Kategorien - Schemata - Grundsätze \| - Kategorien - Schemata - Grundsätze \| - Kategorien - Schemata - Grundsätze \| - Kategorien - Schemata - Grundsätze \| - Kategorien - Schemata - Grundsätze \| - Kategorien - Schemata - Grundsätze \| \| \| - Paralogismen - Antinomien - Regulative Ideen \| - Paralogismen - Antinomien - Regulative Ideen \| - Paralogismen - Antinomien - Regulative Ideen \| - Paralogismen - Antinomien - Regulative Ideen \| - Paralogismen - Antinomien - Regulative Ideen \| - Paralogismen - Antinomien - Regulative Ideen \| \| \| \| \| \| \| \| \| |                          |                          |                          |                                      |                                      |                                      |                                      |                                      |                                      |                       |                       |                                                |                                                |                                                |                                                |                                                |                                                |  |  |                                                  |                                                  |                                                  |                                                  |                                                  |                                                  |
| Zentrale Stellung des Schematismus in der Gliederung der Kritik der reinen Vernunft |                          |                          |                          |                                      |                                      |                                      |                                      |                                      |                                      |                       |                       |                                                |                                                |                                                |                                                |                                                |                                                |  |  |                                                  |                                                  |                                                  |                                                  |                                                  |                                                  |
| |                          |                          |                          |                                      |                                      |                                      |                                      |                                      |                                      |                       |                       | Vorrede                                        |                                                |                                                |                                                |                                                |                                                |  |  |                                                  |                                                  |                                                  |                                                  |                                                  |                                                  |
| |                          |                          |                          |                                      |                                      |                                      |                                      |                                      |                                      |                       |                       |                                                |                                                |                                                |                                                |                                                |                                                |  |  |                                                  |                                                  |                                                  |                                                  |                                                  |                                                  |
| |                          |                          |                          |                                      |                                      |                                      |                                      |                                      |                                      |                       |                       | Einleitung                                     |                                                |                                                |                                                |                                                |                                                |  |  |                                                  |                                                  |                                                  |                                                  |                                                  |                                                  |
| |                          |                          |                          | Transzendentale Elementarlehre       | Transzendentale Elementarlehre       | Transzendentale Elementarlehre       | Transzendentale Elementarlehre       | Transzendentale Elementarlehre       | Transzendentale Elementarlehre       |                       |                       |                                                |                                                |                                                |                                                |                                                |                                                |  |  | Transzendentale Methodenlehre                    | Transzendentale Methodenlehre                    | Transzendentale Methodenlehre                    | Transzendentale Methodenlehre                    | Transzendentale Methodenlehre                    | Transzendentale Methodenlehre                    |
| |                          |                          |                          | Transzendentale Elementarlehre       | Transzendentale Elementarlehre       | Transzendentale Elementarlehre       | Transzendentale Elementarlehre       | Transzendentale Elementarlehre       | Transzendentale Elementarlehre       |                       |                       |                                                |                                                |                                                |                                                |                                                |                                                |  |  | Transzendentale Methodenlehre                    | Transzendentale Methodenlehre                    | Transzendentale Methodenlehre                    | Transzendentale Methodenlehre                    | Transzendentale Methodenlehre                    | Transzendentale Methodenlehre                    |
| |                          |                          |                          |                                      |                                      |                                      |                                      |                                      |                                      |                       |                       |                                                |                                                |                                                |                                                |                                                |                                                |  |  |                                                  |                                                  |                                                  |                                                  |                                                  |                                                  |
| Transzendentale Ästhetik | Transzendentale Ästhetik | Transzendentale Ästhetik | Transzendentale Ästhetik | Transzendentale Ästhetik             | Transzendentale Ästhetik             |                                      |                                      | Transzendentale Logik                | Transzendentale Logik                | Transzendentale Logik | Transzendentale Logik | Transzendentale Logik                          | Transzendentale Logik                          |                                                |                                                |                                                |                                                |  |  | - Disziplin - Kanon - Architektonik - Geschichte | - Disziplin - Kanon - Architektonik - Geschichte | - Disziplin - Kanon - Architektonik - Geschichte | - Disziplin - Kanon - Architektonik - Geschichte | - Disziplin - Kanon - Architektonik - Geschichte | - Disziplin - Kanon - Architektonik - Geschichte |
| Transzendentale Ästhetik | Transzendentale Ästhetik | Transzendentale Ästhetik | Transzendentale Ästhetik | Transzendentale Ästhetik             | Transzendentale Ästhetik             |                                      |                                      | Transzendentale Logik                | Transzendentale Logik                | Transzendentale Logik | Transzendentale Logik | Transzendentale Logik                          | Transzendentale Logik                          |                                                |                                                |                                                |                                                |  |  | - Disziplin - Kanon - Architektonik - Geschichte | - Disziplin - Kanon - Architektonik - Geschichte | - Disziplin - Kanon - Architektonik - Geschichte | - Disziplin - Kanon - Architektonik - Geschichte | - Disziplin - Kanon - Architektonik - Geschichte | - Disziplin - Kanon - Architektonik - Geschichte |
| |                          |                          |                          |                                      |                                      |                                      |                                      |                                      |                                      |                       |                       |                                                |                                                |                                                |                                                |                                                |                                                |  |  |                                                  |                                                  |                                                  |                                                  |                                                  |                                                  |
| |                          |                          |                          | Transzendentale Analytik             | Transzendentale Analytik             | Transzendentale Analytik             | Transzendentale Analytik             | Transzendentale Analytik             | Transzendentale Analytik             |                       |                       | Transzendentale Dialektik                      | Transzendentale Dialektik                      | Transzendentale Dialektik                      | Transzendentale Dialektik                      | Transzendentale Dialektik                      | Transzendentale Dialektik                      |  |  |                                                  |                                                  |                                                  |                                                  |                                                  |                                                  |
| |                          |                          |                          | Transzendentale Analytik             | Transzendentale Analytik             | Transzendentale Analytik             | Transzendentale Analytik             | Transzendentale Analytik             | Transzendentale Analytik             |                       |                       | Transzendentale Dialektik                      | Transzendentale Dialektik                      | Transzendentale Dialektik                      | Transzendentale Dialektik                      | Transzendentale Dialektik                      | Transzendentale Dialektik                      |  |  |                                                  |                                                  |                                                  |                                                  |                                                  |                                                  |
| |                          |                          |                          |                                      |                                      |                                      |                                      |                                      |                                      |                       |                       |                                                |                                                |                                                |                                                |                                                |                                                |  |  |                                                  |                                                  |                                                  |                                                  |                                                  |                                                  |
| |                          |                          |                          | - Kategorien - Schemata - Grundsätze | - Kategorien - Schemata - Grundsätze | - Kategorien - Schemata - Grundsätze | - Kategorien - Schemata - Grundsätze | - Kategorien - Schemata - Grundsätze | - Kategorien - Schemata - Grundsätze |                       |                       | - Paralogismen - Antinomien - Regulative Ideen | - Paralogismen - Antinomien - Regulative Ideen | - Paralogismen - Antinomien - Regulative Ideen | - Paralogismen - Antinomien - Regulative Ideen | - Paralogismen - Antinomien - Regulative Ideen | - Paralogismen - Antinomien - Regulative Ideen |  |  |                                                  |                                                  |                                                  |                                                  |                                                  |                                                  |

Das sogenannte Schematismuskapitel bildet ein schwer zugängliches, aber zentrales Stück der Erkenntnistheorie der Kritik der reinen Vernunft. Kant behandelt Sinnlichkeit und Verstand als getrennte, aber aufeinander angewiesene Quellen der Erkenntnis. Während die Sinnlichkeit Anschauungen aufnimmt, die den Anschauungsformen Raum und Zeit unterliegen, operiert der Verstand mit Begriffen. So wie Raum und Zeit Formen der Anschauung sind, die ihr notwendig als Struktur zugrunde liegen, besteht die Struktur des Verstandes, die allem Urteilen, Vorstellen und auch der Erfahrung zugrunde liegt, in den „reinen Verstandesbegriffen“ oder Kategorien. Diese sind nötig, um einzelne Vorstellungen zu Urteilen zu verbinden („Leitfaden“). Nur durch die Verbindung von Vorstellungen in einem Bewusstsein ist nach Kant Erfahrung überhaupt möglich. Die Kategorien werden also erst dann zu Erkenntnis, wenn sie gemäß der Anschauung von Raum und Zeit vorgestellt werden. So können sie den Inhalt des Bewusstseins des Erkenntnissubjektes erzeugen und Erscheinungen konstituieren („Transzendentale Deduktion“).
Da die reinen Verstandesbegriffe für sich genommen keine anschauliche Komponente enthalten, ist als Vermittlung also ein transzendentaler Schematismus nötig, der eine Anwendung der Kategorien auf die Anschauungsformen ermöglicht. Sinnlichkeit und Verstand werden durch Urteils- und Einbildungskraft miteinander verbunden. Das Verhältnis von Einbildungskraft und Schematismus wird von Kant so dargestellt, dass „das Schema sinnlicher Begriffe … ein Produkt und gleichsam ein Monogramm der reinen Einbildungskraft a priori“ verkörpert. (KrV B 181) Es handelt sich beim Schematismus somit um eine Leistung der Urteilskraft, die es gestattet, sich einen Begriff „anschaulich“ zu machen.
Zum jeweiligen „Gebrauch eines Begriffs“ gehört nach Kant „noch eine Funktion der Urteilskraft“, wodurch ein besonderer Gegenstand unter ebendiesen allgemeinen Begriff als Einheit zusammengefasst bzw. subsumiert wird (KrV B 93, B 176). „Fehlt diese Bedingung der Urteilskraft (Schema), so fällt alle Subsumtion weg; denn es wird nichts gegeben, was unter den Begriff subsumiert (gefasst) werden könne (KrV A 247).“ Das Schema ist eine Vorstellung davon, wie ein Gegenstand in der Anschauung aufgebaut sein müsste, um unter einen bestimmten Begriff fallen zu können. Es ist gleichsam eine Anleitung für die produktive Einbildungskraft, die Vorstellung des Gegenstands unter den Bedingungen der Anschauung zu konstruieren.
Die „Vorstellung … von einem allgemeinen Verfahren der Einbildungskraft, einem Begriff sein Bild zu verschaffen, nenne ich das Schema zu diesem Begriffe“ (KrV B 179 f.).
Diese Anleitung unterscheidet sich von der Definition. So lässt sich bspw. der Kreis definieren als ebene geometrische Figur aus der Menge aller Punkte einer Ebene, die einen konstanten Abstand zu einem vorgegebenen Punkt dieser Ebene (dem Mittelpunkt) haben. Zur Konstruktion eines Kreises mit Zirkel und Lineal muss der Zirkel auf den Radius eingestellt werden und dann auf einer ebenen Fläche die Linie um den Mittelpunkt gezogen werden – diese Vorschrift soll ein Objekt erzeugen, das der Definition immer genügt. Das Schema ist hier also das allgemeine und abstrakte begriffliche Bild, niemals das konkrete.
Um zu verstehen, was transzendentalen Schematismus und damit das Zusammenwirken von Sinnlichkeit und Verstand ausmacht, muss bestimmt werden, wie die Definitionen der Kategorien in eine Vorschrift für die Einbildungskraft übersetzt werden können, die es ermöglicht, sich die Kategorien als Merkmale oder Verhältnisbestimmungen in der Anschauung sowohl vorzustellen, als auch sie wiederzuerkennen. Dies gelingt durch die Interpretation der reinen Verstandesbegriffe als Bestimmungen der Zeit; der Raum wird erst durch die Vorstellung des gleichzeitigen Gegebenseins von etwas erkennbar und ist daher relativ zur Zeit sekundär.
„Die Zeit als die formale Bedingung des Mannigfaltigen des inneren Sinnes, mithin der Verknüpfung aller Vorstellungen, enthält ein Mannigfaltiges a priori in der reinen Anschauung“ (KrV B 177).

### Kritik der Urteilskraft
Da die Schemata die Produkte der Anwendung der Verstandesbegriffe auf den inneren Sinn der Zeit und für jede empirische Anschauung die Bedingung sind, stellt sich die Frage, ob der Schematismus auch eine Funktion in Urteilen hat, die in der Anschauung dagegen nicht zu konstruieren sind, also in reflektierenden Urteilen, beispielsweise „das ist ein despotischer Staat“ oder auch „der Gedanke ist schön“.
Um das zu klären, geht Kant in der Kritik der Urteilskraft auf die Möglichkeit der „intuitiven Vorstellungsart“ ein und teilt diese in eine schematische und eine symbolische. Denn der „despotische Staat“, der selbst keine Anschauung hat, kann durch eine Analogie als Symbol dargestellt werden, etwa durch eine Handmühle, da „er durch einen einzelnen absoluten Willen beherrscht wird (…). Denn zwischen einem despotischen Staate und einer Handmühle ist zwar keine Ähnlichkeit, wohl aber zwischen den Regeln, über beide und ihre Causalität zu reflectiren.“ (Immanuel Kant: AA V, 35)
Die Handmühle ist, auch als Vorstellung, allerdings wieder dem Schema unterworfen, also beispielsweise ohne das Schema der Beharrlichkeit eines sinnlichen Gegenstandes nicht denkbar. Da das Symbol bei Kant immer auf einer anschaulichen Analogie gründet, gilt in Bezug auf das Schema also: Das Analogische ist das Schematische im Symbolischen.

„Das Erkenntniß aber für die Erfahrung enthält den Schematism, entweder den realen Schematism (transscendental), oder den Schematism nach der Analogie (symbolisch).“

Doch eine Anschauung kann niemals angemessen einer Idee zugeordnet werden (KdU § 59 B 254), weil die Idee definitionsgemäß transzendent ist, also die Anschauung übersteigt. Ebenso ist bewertende Urteilskraft eine Vorstellung ohne Anschauung, und das Geschmacksurteil ist keines der Erkenntnis, sondern eines der Beurteilung, wie die reflektierende Urteilskraft insgesamt, „welche man auch das Beurteilungsvermögen (facultas diiudicandi) nennt.“ (KdU, Einleitung, Erste Fassung, V)
Beim Urteil über das Schöne und Erhabene ist deshalb die Verstandeshandlung des Schematismus nicht möglich, vielmehr ist die exemplarische Gültigkeit dafür entscheidend (KdU, § 22, B 67), die in den Bereich der Ideen führt, in dem der starr regelhafte Schematismus der Anschauung nicht angewendet werden kann. Wir können zwar viele Dinge mit dem allgemeinen Anspruch auf Schönheit auszeichnen, die Schönheit an sich wird dadurch jedoch höchstens flüchtig offenbar. Es zeigt sich hier vielleicht sogar nur eine rasch vorübergehende Wirkung, eine durch das Schema nicht fassbare Wirklichkeit, die auf geheimnisvolle Weise einen Bezug herstellt zur Ontologie, der Wissenschaft vom Sein, „eine flüchtige Sicht von etwas, das nicht erscheint“, schreibt die politische Philosophin Hannah Arendt, in ihren postum veröffentlichten Texten zu Kants politischer Philosophie.
Mit der Flüchtigkeit der Schönheit wird der Gegensatz offenbar zwischen statisch-strukturierender begrifflicher Auffassung – wie bei jedem sichtbaren Gegenstand – und der unschematisierten reflektierenden Betrachtung, die am Beispiel des Erlebens und Bewertens aufzuzeigen ist.